# Espronceda
Espronceda è un comune spagnolo di 166 abitanti situato nella comunità autonoma della Navarra.